# Mindlock – The Apartment
Mindlock – The Apartment ist ein Computerspiel des Entwicklers Roof Cut Media für Personal Computer mit den Betriebssystemen Windows oder Mac OS. Das Point-and-Click-Adventure wurde 2024 von Publisher United Soft Media veröffentlicht.

## Handlung
Colin Walker verkauft Toaster, doch der Job macht ihm keinen Spaß mehr und auch privat läuft es nicht rund. Hamster Sparky und das gelegentliche Kochen sind die einzigen Höhepunkte in seinem Leben.
Eines Morgens ist Colins Wohnungstür verschwunden und Colin ist in seinem Apartment gefangen. Auf der Suche nach einem Ausweg entdeckt er eine kryptische Botschaft auf seinem Badezimmerspiegel. Dann erscheint eine mysteriöse Marionette in seinem Schlafzimmer.
Colin versucht, die Rätsel um die mysteriösen Ereignisse zu lösen und die Botschaften zu verstehen. Doch das Apartment verändert sich immer wieder. Alle Hinweise scheinen sich auf sein Leben, seine Vergangenheit, Gegenwart und Zukunft zu beziehen. Erst, wenn Colin alle Hürden überwunden hat, kann er aus seiner Wohnung entkommen.

## Spielprinzip und Technik
Um aus dem Apartment zu entkommen, müssen Hinweise entschlüsselt, Werkzeuge entdeckt und Rätsel gelöst werden. Die Spieldauer beträgt mehr als 4 Stunden. Das Spiel ist komplett in Englisch und Deutsch vertont und handgezeichnet. Die Musik des Spiels stammt von Chris Kohler und Rouven Schumacher.

## Entwicklungs- und Veröffentlichungsgeschichte
Das Spiel hat eine Prototypen- sowie eine Produktionsförderung von Saarland Medien erhalten. Es wurde am 26. November 2024 auf der digitalen Distributionsplattform Steam veröffentlicht.

### Deutsche Sprecher
| Charakter                                                                  | Sprecher                 |
| -------------------------------------------------------------------------- | ------------------------ |
| Colin Walker, Marionette, Alter Mann, Selbstzweifel, Selbstvertrauen, Chef | Jesse Grimm              |
| Veloria                                                                    | Verena Wolfien           |
| Colin's Vater, Selbstzweifel                                               | Peter Bieringer          |
| Colin's Mutter, Selbstvertrauen                                            | Caroline Kiesewetter     |
| Mr. Price                                                                  | Michael Prelle           |
| Michelle                                                                   | Arlette Stanschus        |
| Snowy                                                                      | Monty Arnold             |
| Screech                                                                    | Mike Olsowski            |
| Mitarbeiter #182                                                           | Janis Grossmann-Alhambra |
| Abteilungsleiter, Kellner                                                  | Jens Wendland            |
| Mitarbeiter #41                                                            | Matti Krause             |
| Mitarbeiter #44                                                            | Leoni Kristin Oeffinger  |
| Kollege Tom                                                                | Michael Bideller         |

## Rezeption

### Auszeichnungen und Förderung
Mindlock – The Apartment war für den Deutschen Computerspielpreis 2025 in der Kategorie „Nachwuchspreis Bestes Debüt“ nominiert. Beim „German Dev Days Indie Award“ erhielt das Spiel drei Auszeichnungen als „Best Game“, „Best Story“ sowie für „Best Audio“. 2022 wurde Mindlock – The Apartment unter dem Arbeitstitel Morning Routine als „Bester Prototyp“ beim „Game Award Saar“ ausgezeichnet.